# Murdannia japonica
Murdannia japonica là một loài thực vật có hoa trong họ Commelinaceae. Loài này được (Thunb.) Faden mô tả khoa học đầu tiên năm 1977.